# مادران رقص
مادران رقص (انگلیسی: Dance Moms) یک مجموعه تلویزیونی واقع‌نما آمریکایی است که در سال ۲۰۱۱ از شبکه لایف‌تایم آغاز به پخش شد. این برنامه آموزش و حرفهٔ کودکان را در زمینه رقص و صنعت نمایش و سرگرمی زیر نظر ابی لی میلر دنبال می‌کند و هم چنین رابطه میلر با رقصندگان و مادران اغلب معتضرشان.
نام سری اشاره به اصطلاح مادر صحنه دارد به معنی زنی که فعالیت‌های بازیگری یا اجرای فرزندانش را اغلب شدیداً و به شیوه ای زیان آور مدیریت می‌کند.